# فومییا سوزوکی
فومییا سوزوکی (انگلیسی: Fumiya Suzuki؛ زادهٔ ۲۹ آوریل ۱۹۹۸) بازیکن فوتبال اهل ژاپن است.
از باشگاه‌هایی که در آن بازی کرده‌است می‌توان به باشگاه فوتبال توکیو اشاره کرد.